# Sidnei Franco da Rocha
Sidnei Franco da Rocha (Itirapuã, 22 de agosto de 1943) é radialista, advogado, político e ex-prefeito  cidade de Franca.

## Biografia
Nasceu na cidade de Itirapuã a 22 de agosto de 1943.

## Carreira
Sidnei Rocha elegeu-se vereador em 1976 pelo MDB governou a cidade a partir de 1º de fevereiro de 1983, num mandato de seis anos.[carece de fontes?]
Apesar de ter conseguido realizar uma gestão considerada ótima ou boa por 87% dos francanos, segundo pesquisa Datafolha, Sidnei Rocha renunciou à prefeitura de Franca e assumiu a presidência da VASP no dia 5 de abril de 1987, a Viação Aérea São Paulo S.A. Com inúmeros problemas administrativos, deixou o cargo em 22 de dezembro de 1988. Em janeiro de 1989, assume cargo de destaque no SBT, mas permaneceu por apenas 60 dias.
Sidnei Rocha volta a Franca em 1989 para assumir definitivamente o controle e a direção das rádios Hertz AM e FM, que havia adquirido em 1985, em uma operação que envolveu sócios da Empresa de Ônibus São José, estes por sua vez que haviam adquirido as emissoras do antigo proprietário, Garcia Netto, em 1983. A compra das emissoras foi considerada suspeita por opositores políticos. Ao mesmo tempo, assume a direção da Rádio Sociedade, de Uberaba, cujo proprietário é o ex-patrão de Sidnei, Agostinho Galgani da Silva, também proprietário da Rádio Franca do Imperador, de Franca.[carece de fontes?]
Antes de voltar definitivamente à política, Sidnei volta a ser candidato a prefeito em 1992, a candidatura naufraga e ele termina a votação com menos de 9 mil votos, na quarta colocação.[carece de fontes?]
Com a alegação de que está preocupado com suas empresas, Sidnei não disputa as eleições de 1996, e volta à campanha em 2000, já filiado ao PPS. Perde para o então prefeito, Gilmar Dominici, do PT, do qual também se torna feroz crítico.[carece de fontes?]
Em 2004, com o slogan "Os bons tempos voltarão", Sidnei se elege prefeito, com 57.914 votos, o que corresponde a 36% dos votos válidos. Assumiu a prefeitura de Franca em 1º de janeiro de 2005, tendo como vice Ary Balieiro, que havia sido seu vice na primeira gestão.[carece de fontes?]
Nas eleições de 2008, foi reeleito prefeito com 110.476 votos e permaneceu no cargo até 31 de dezembro de 2012.[carece de fontes?]
Em 2012, prestes a deixar a prefeitura com aprovação recorde da população francana, consegue eleger como seu sucessor o secretário municipal Alexandre Ferreira do PSDB. Derrotando a delegada Graciela Ambrosio então no PP.[carece de fontes?]
Em 2016, Alexandre tinha pretensões a reeleição, mas, com o escândalo do Instituto Ciências da Vida e a contratação de falsos médicos, perdeu a candidatura com a volta repentina de Sidnei à política. Sidnei liderou o primeiro turno com 45,09% dos votos válidos, sendo mais de 20% a frente de seu concorrente, o ex-deputado estadual Gilson de Souza, do DEM, porém, no segundo turno, sofreu uma virada histórica, obtendo 70.405 votos contra 90.817 votos para Gilson.[carece de fontes?]
Cargos exercidos
- Vice-presidente da Liga Francana Amador de Futebol[carece de fontes?]
- Assessor de Esportes da Prefeitura de Franca (1972-1975)[carece de fontes?]
- Vereador em Franca (1976-1982)[carece de fontes?]
- Prefeito de Franca (1983-87, 2005-2008 e 2009-2012)[carece de fontes?]
- Presidente da Viação Aérea São Paulo (1987-88)[carece de fontes?]
- Vice-presidente da Frente Nacional de Prefeitos, atual Confederação Nacional dos Municípios[carece de fontes?]
- Por duas vezes Presidente da FETANP Federação de Teatro Amador do Nordeste Paulista, anos 1970.[carece de fontes?]
- Fundador do ICACESP Instituto Cultural de Artes Cênicas do Estado de São Paulo[3]
- 2014 - Conselheiro da SABESP[4]